# Kleinbosischer Garten

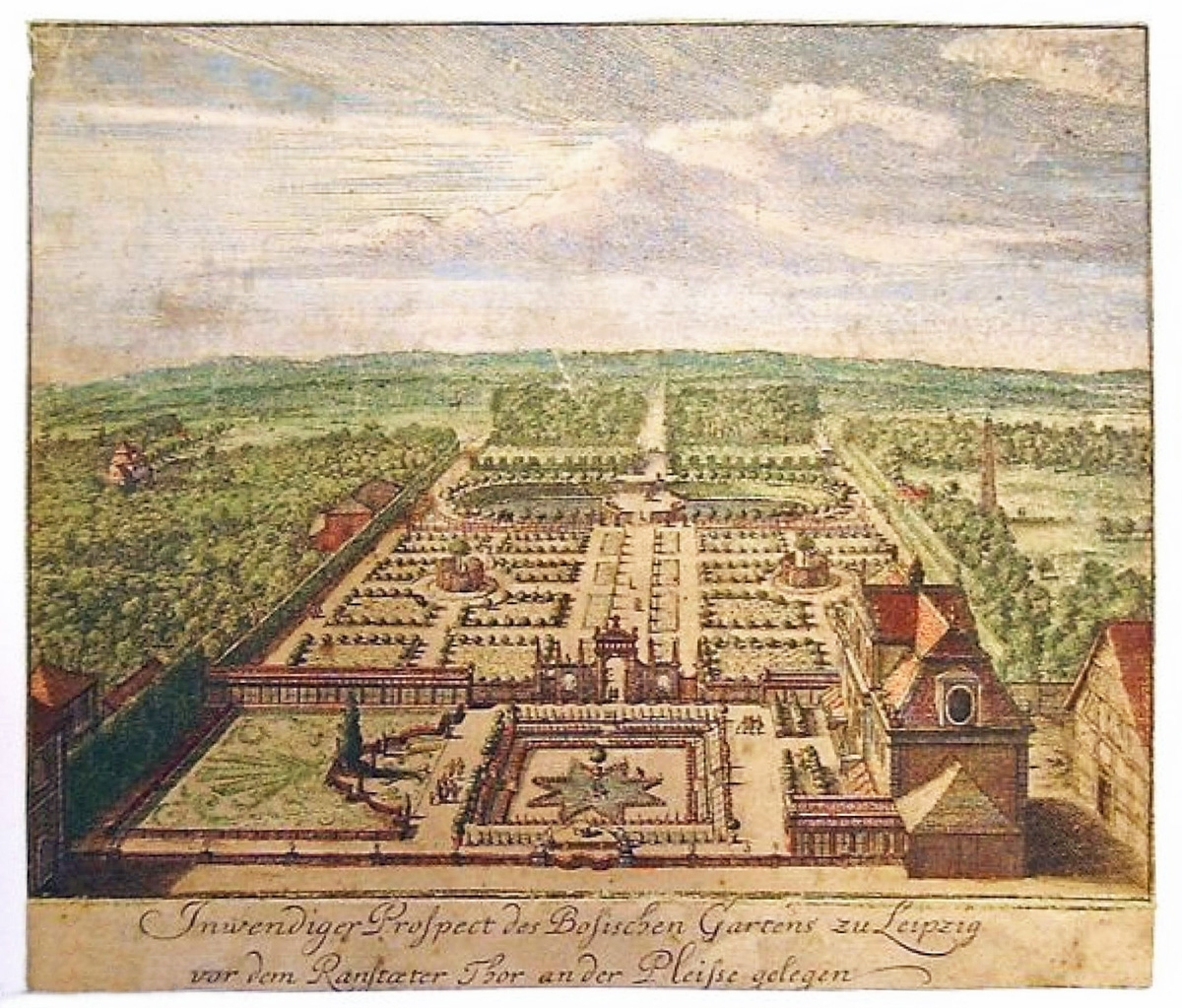
Der Kleinbosische Garten um 1700, ganz rechts die Barfußmühle, dahinter der Wiesengarten

Der Kleinbosische Garten (später Lehmanns Garten) war einer der berühmten Barockgärten im historischen Leipzig.

## Lage und Gestalt
Der Kleinbosische Garten (auch: Kleinbosescher Garten) befand sich westlich der befestigten Stadt im Auegebiet von Pleiße und Weißer Elster, das durch Gräben entwässert wurde. Er begann am Westufer des Pleißemühlgrabens und erstreckte sich nach Westen. Ebenfalls auf dem Westufer des Mühlgrabens lag die Barfußmühle und wurde vom Garten und dem Mühlgraben umschlossen. Die restlichen drei Seiten des Gartens wurden vom Diebesgraben umflossen. Im Norden grenzte der Kleinbosische Garten über den Diebesgraben an den Richterschen und im Südwesten an Apels Garten. Der kürzeste Zugang von der Stadt zum Garten führte durch das Barfußpförtchen.
Im heutigen Straßennetz wird der Bereich etwa vom Dittrichring, der Käthe-Kollwitz-Straße, der Thomasiusstraße mit dem Nikischplatz und der Zentralstraße umschlossen.

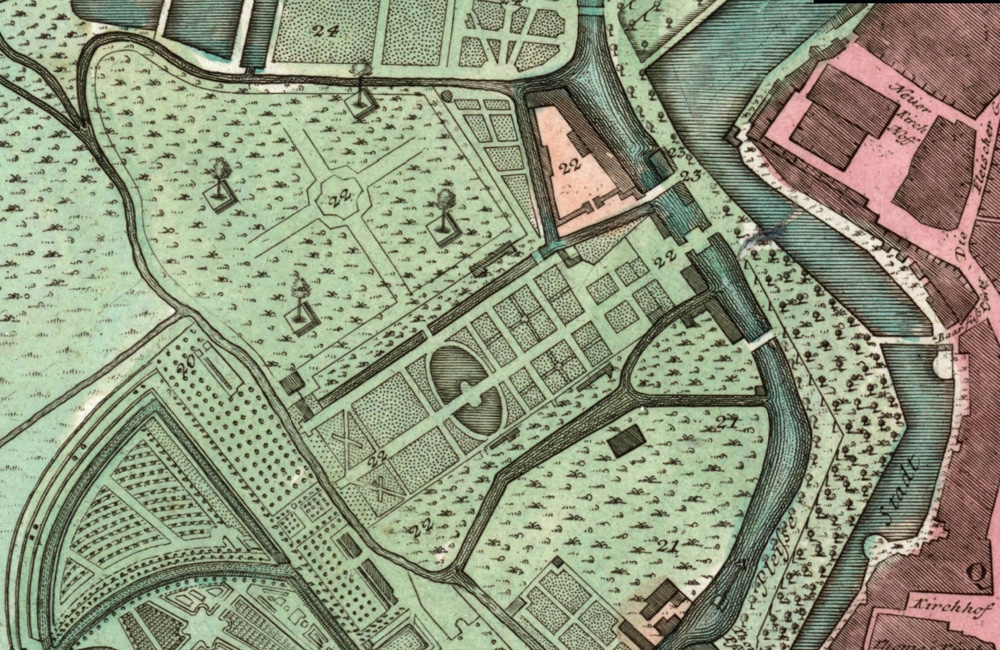
Der Kleinbosische Garten (die Nummern 22) auf einem Plan von 1749
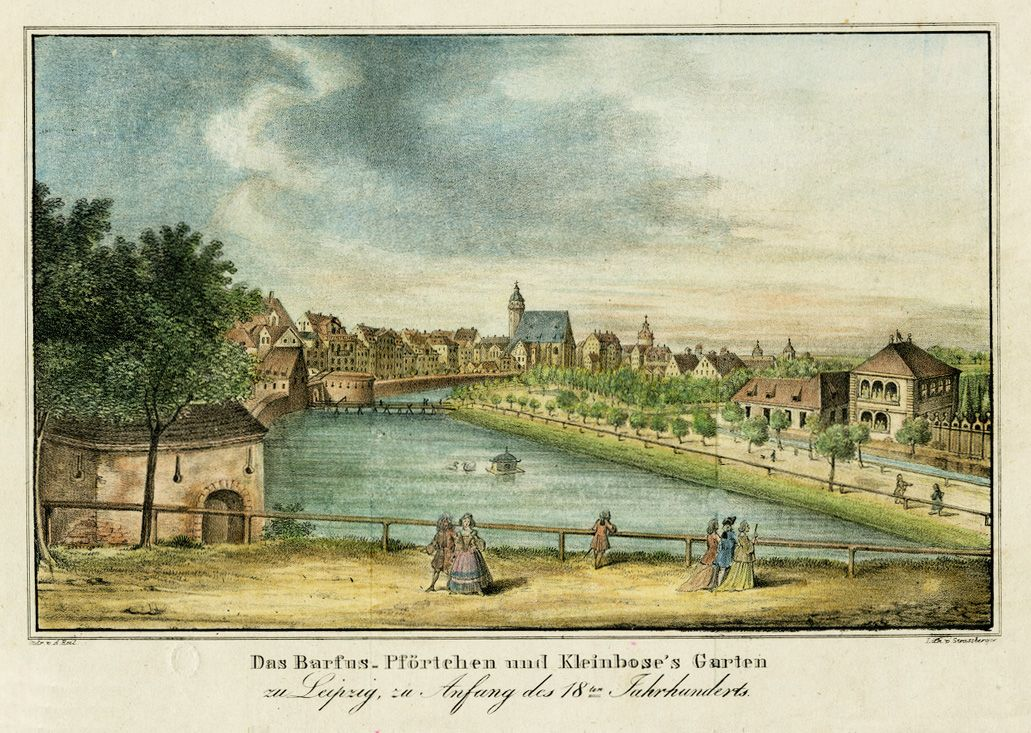
Der Kleinbosische Garten (rechts), in der Mitte der Stadtgraben
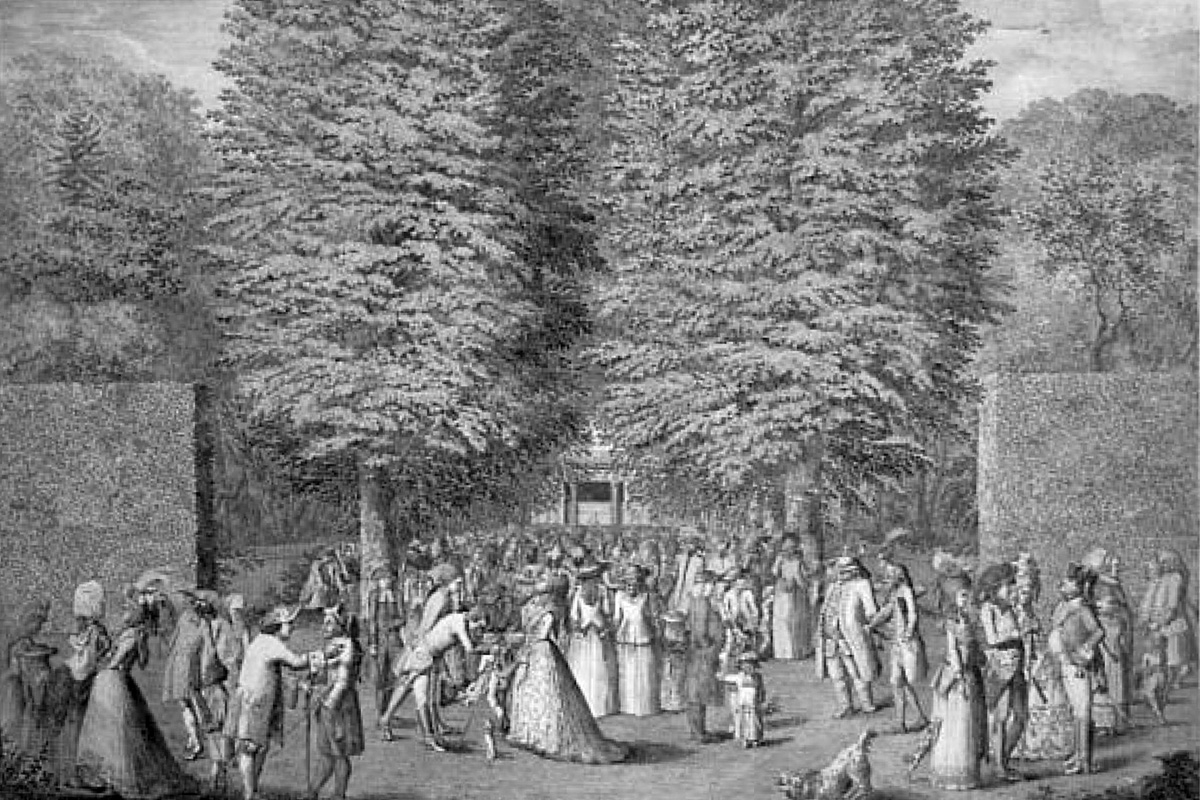
Gesellschaftsbetrieb im Kleinbosischen Garten

Der Kleinbosische Garten gliederte sich in den Lustgarten und den nach Norden anschließenden Wiesengarten, die beide durch einen Graben getrennt waren. In den Lustgarten gelangte man über eine Brücke über den Pleißemühlgraben. Am Eingang standen ein zweigeschossiges Gartenhaus, die Orangerie und ein Gärtnerhäuschen. Nach einem Schmuckplatz führte künstlerisch gestaltetes Tor auf der zentralen Allee in den Hauptteil des Gartens, der nach französischem Vorbild streng gegliedert angelegt war. Er enthielt im hinteren Teil ein großes ovales Wasserbassin mit einer Insel.
Der mit Obstbäumen bestandene Wiesengarten hatte, dem Diebesgraben folgend, eine unregelmäßige Gestalt. Dennoch war auch ihm ein rechtwinkliges Wegekreuz eingeschrieben.

## Geschichte
Der Kleinbosische Garten wurde von dem Leipziger Ratsherren Georg Bose ab 1692 angelegt. In diesem Jahr kaufte er das Gelände von den Erben von Christian Lorentz von Adlershelm. Dieser hatte bereits 1639 ein Stück Land hinter der Barfußmühle vom Johannishospital erworben und durch den Kauf benachbarter Grundstücke sukzessive vergrößert.
An der Anlage des Gartens in der oben beschriebenen Form hat der Architekt Leonhard Christoph Sturm mitgewirkt. Georg Boses Bruder Caspar hatte bereits zuvor den im Boseschen Familienbesitz befindlichen Garten in der Leipziger Ostvorstadt als Barockgarten gestalten lassen. Zur Unterscheidung der Gärten wurden sie ihrer Größe entsprechend der Großbosische und der Kleinbosische Garten genannt.

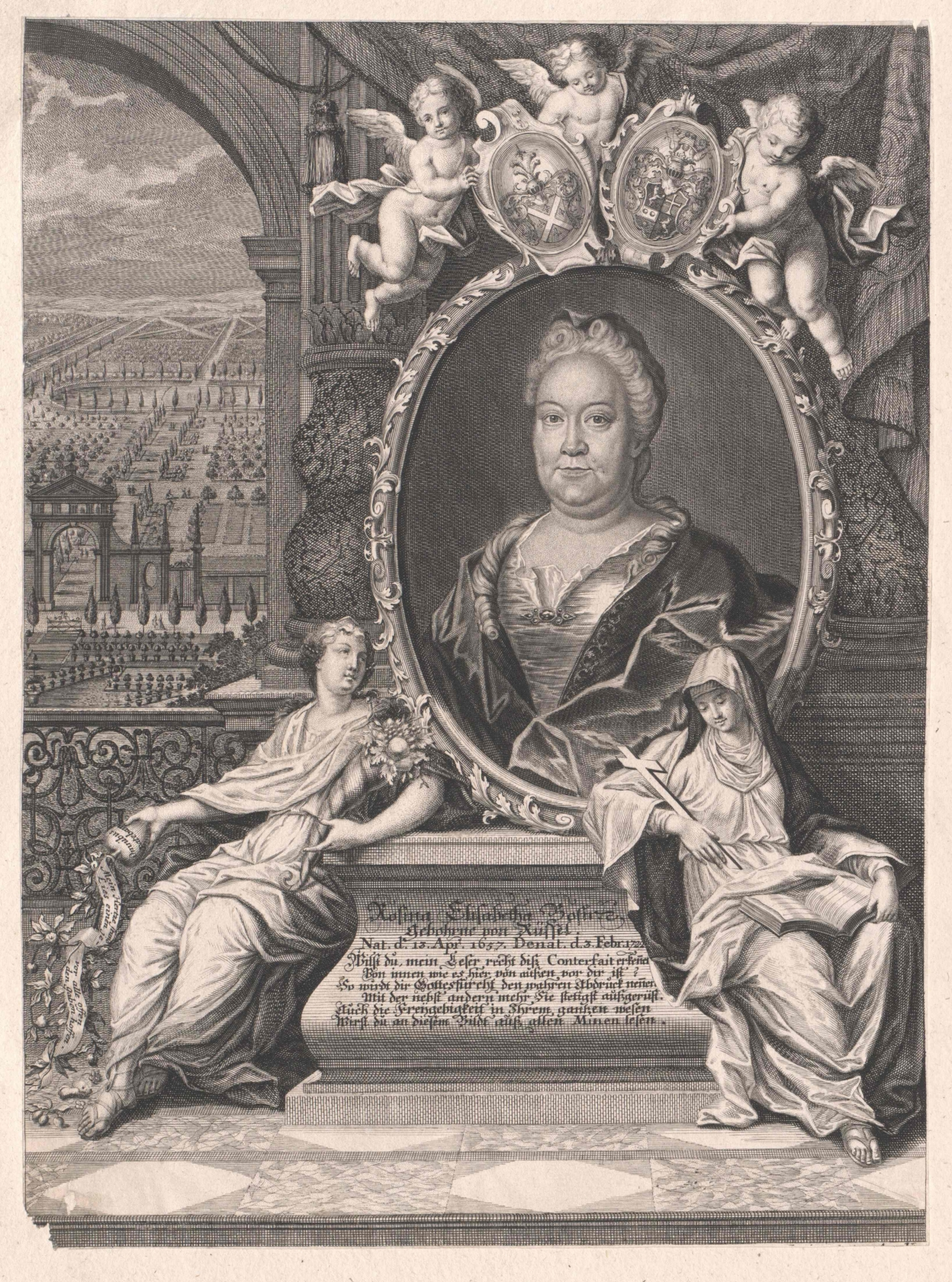
Rosina Elisabetha Bose, geb. von Rüssel (1657–1722), links im Hintergrund der Garten
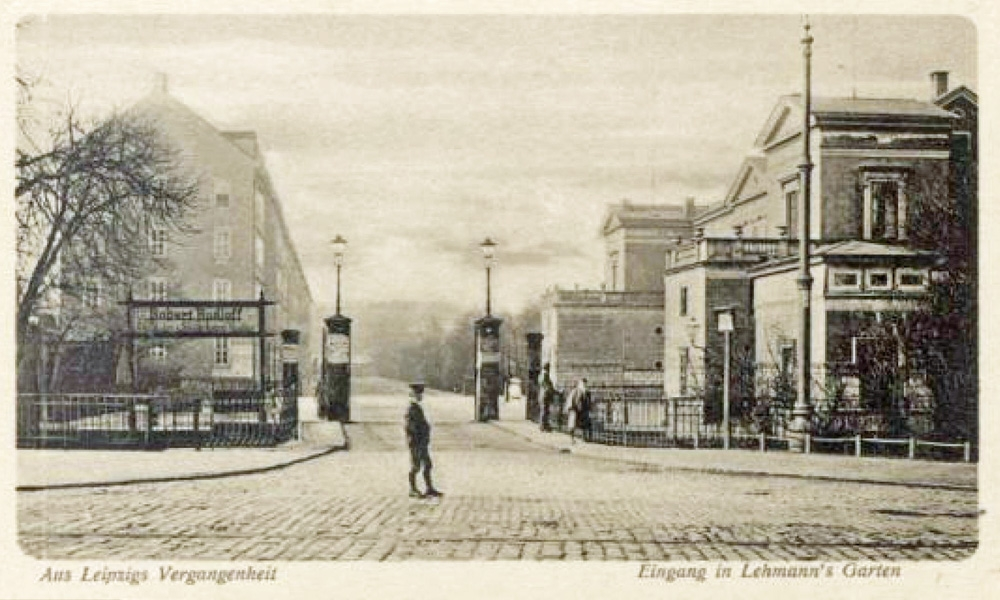
Der Eingang zu Lehmanns Garten, rechts das Herrenhaus
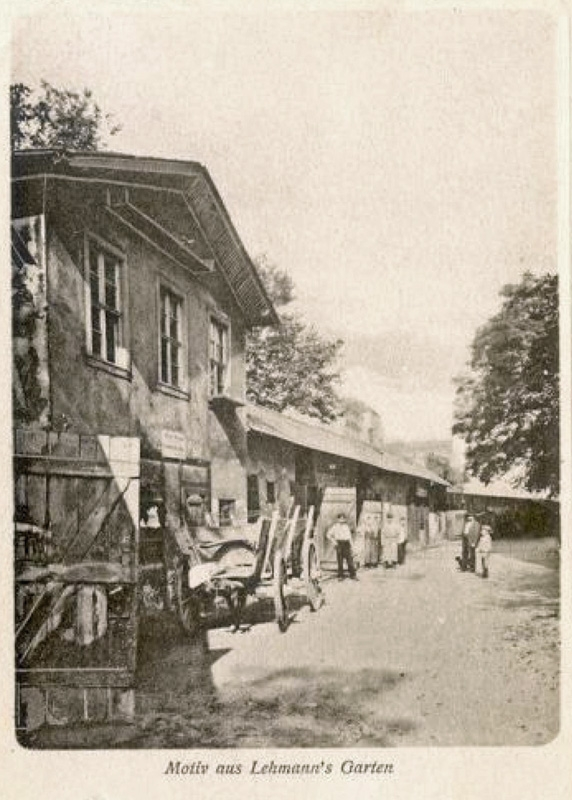
Gewerbebetrieb in Lehmanns Garten
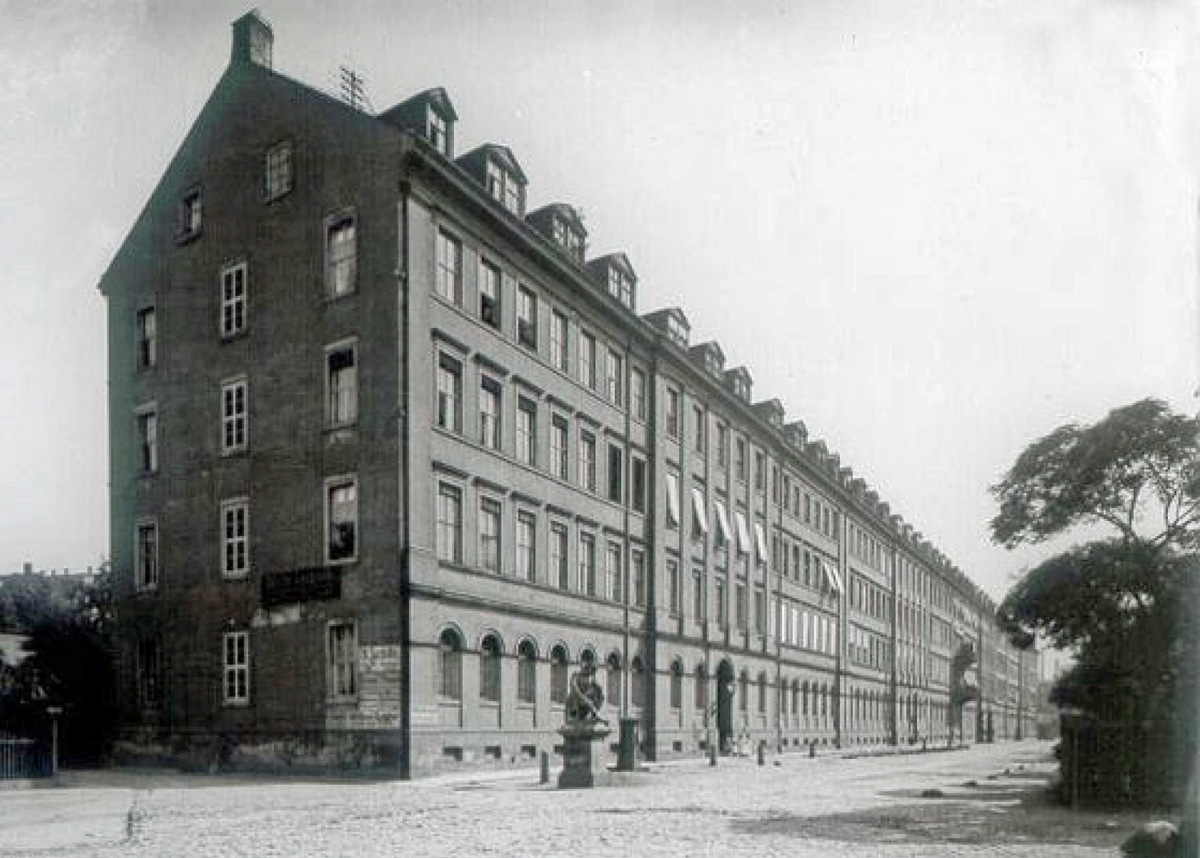
Das Lange Haus
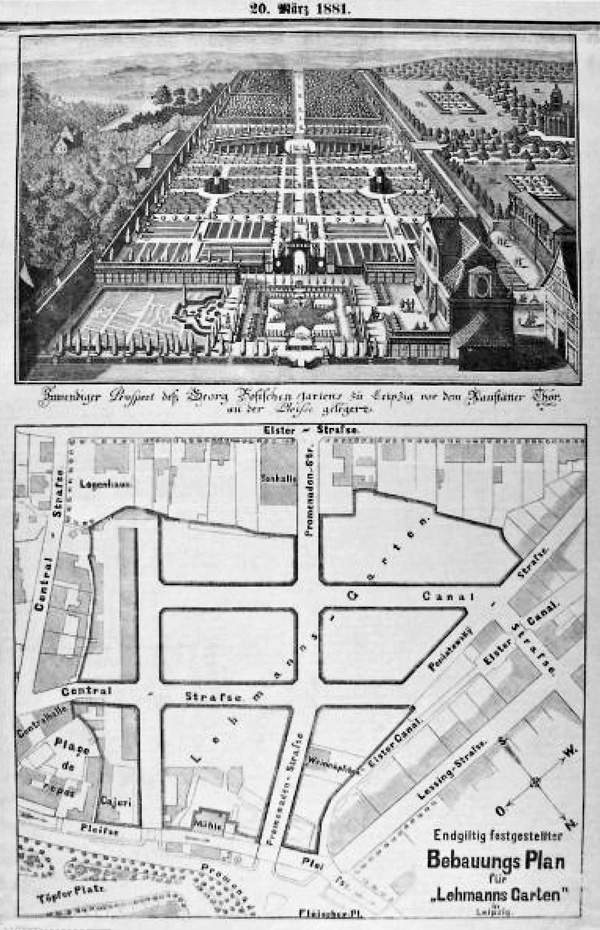
Der Bebauungsplan von 1881

Der Kleinbosische Garten blieb nach dem Tode Georg Boses im Jahr 1700 noch 60 Jahre im Besitz der Familie Bose. Nach verschiedenen Besitzerwechseln und starken Verwüstungen während der Völkerschlacht kam der Garten schließlich 1829 durch Versteigerung in den Besitz des Klavierhändlers Christian Friedrich Lehmann und hieß fortan Lehmanns Garten. Als letzter Besitzer erbte ihn 1854 Hermann Gustav Lehmann.
Zwar bauten die Lehmanns an der Stelle des ehemaligen Gartenhauses ein prächtiges Herrenhaus, aber der Garten hatte im Laufe der Jahre seine Schönheit schon lange eingebüßt. 1835 wurde über die volle Länge des Gartens an der Südseite ein vierstöckiges Mietwohnhaus errichtet, das Lange Haus, und der Garten davor in Mietgärten zerteilt. Der nördliche Teil des Gartens wurde gewerblich genutzt und wegen seiner Unübersichtlichkeit und des provisorischen Charakters Barackenstadt oder Leipziger San Francisco genannt.
1880 erwarb die Leipziger Immobiliengesellschaft einen Großteil von Lehmanns Garten und stellte einen Bebauungsplan auf, der 1881 von den Stadtverordneten genehmigt wurde. Nun begann die Bebauung des Wiesengartens, dem zum Ende des 19. und zu Beginn des 20. Jahrhunderts auch der vordere Teil, der ehemalige Lustgarten folgte. Der ehemaligen Hauptallee entspricht der Verlauf der Bosestraße. An der Stelle des Lehmannschen Herrenhauses wurde 1908 das Gebäude der Leipziger Lebensversicherungsanstalt errichtet, das heute von der Musikhochschule Leipzig genutzt wird.
An den Kleinbosischen Garten erinnern heute noch die vom Leipziger Bildhauer Markus Gläser geschaffenen originalgetreuen Nachbildungen zweier Fechterfiguren auf dem Nikischplatz, der auf ehemaligem Gartengelände liegt.